# Население Екатеринбурга
Екатеринбург является самым большим городом на Урале; центр Екатеринбургской агломерации. Один из 16 городов-миллионеров России. Население — 1 548 187 чел. (2025). Первый пик численности был достигнут в 1992 году, затем обновлён каждый год с 2012 по 2021 год. С 2021 по 2025 год наблюдается незначительное снижение численности населения.

## Динамика численности населения
| 1724       | 1781       | 1786       | 1807       | 1820       | 1836       | 1851       | 1856       | 1861       | 1877       | 1887       |
| ---------- | ---------- | ---------- | ---------- | ---------- | ---------- | ---------- | ---------- | ---------- | ---------- | ---------- |
| 4000       | ↗7969      | ↗9276      | ↗10 023    | ↗13 026    | ↗14 973    | ↗15 471    | ↗16 900    | ↗19 832    | ↗30 274    | ↗37 399    |
| 1897       | 1913       | 1917       | 1920       | 1923       | 1926       | 1931       | 1933       | 1937       | 1939       | 1940       |
| ↗43 239    | ↗69 210    | ↗71 590    | ↗91 400    | ↗97 400    | ↗134 831   | ↗223 335   | ↗400 800   | ↘386 815   | ↗425 533   | ↗436 300   |
| 1941       | 1942       | 1943       | 1944       | 1945       | 1956       | 1959       | 1962       | 1967       | 1970       | 1973       |
| ↗450 000   | ↗510 000   | ↗548 800   | ↘543 700   | ↘487 400   | ↗707 000   | ↗778 602   | ↗853 000   | ↗961 000   | ↗1 025 045 | ↗1 099 000 |
| 1975       | 1976       | 1979       | 1982       | 1985       | 1986       | 1987       | 1988       | 1989       | 1990       | 1991       |
| ↗1 163 000 | →1 163 000 | ↗1 211 172 | ↗1 252 000 | ↗1 308 000 | ↗1 310 000 | ↗1 331 000 | ↗1 351 000 | ↗1 364 621 | ↘1 304 000 | ↗1 375 000 |
| 1992       | 1993       | 1994       | 1995       | 1996       | 1997       | 1998       | 1999       | 2000       | 2001       | 2002       |
| ↘1 371 000 | ↘1 358 000 | ↘1 347 000 | ↘1 278 000 | ↘1 276 000 | ↘1 275 000 | ↘1 272 000 | ↗1 272 900 | ↘1 266 300 | ↘1 256 900 | ↗1 293 537 |
| 2003       | 2004       | 2005       | 2006       | 2007       | 2008       | 2009       | 2010       | 2011       | 2012       | 2013       |
| ↘1 293 500 | ↗1 334 400 | ↘1 304 300 | ↗1 308 400 | ↗1 315 100 | ↗1 323 000 | ↗1 332 264 | ↗1 349 772 | ↗1 350 100 | ↗1 377 738 | ↗1 396 074 |
| 2014       | 2015       | 2016       | 2017       | 2018       | 2019       | 2020       | 2021       | 2023       | 2024       | 2025       |
| ↗1 412 346 | ↗1 428 042 | ↗1 444 439 | ↗1 455 904 | ↗1 468 833 | ↗1 483 119 | ↗1 493 749 | ↗1 544 376 | ↘1 539 371 | ↘1 536 183 | ↗1 548 187 |

21 января 1967 года город стал миллионнником, звание и новый статус городу принесло рождение малышей в 8 районах города (на тот момент было 8, а не 7). Пять мальчиков и три девочки. Родились они примерно в одно время, миллионным гражданином Свердловска записали всех восьмерых. Среди малышей был Юдин Владимир Федорович, родился в Чкаловском районе, Химмаш. Инна Шацкая, Павел Михальченко, Игорь Кузнецов. 
По сообщению Муниципального регистра населения, количество жителей Екатеринбурга в апреле 2017 года превысило 1,5 млн человек.

## Демография
Естественный прирост населения в городе вновь наблюдается непрерывно с 2007 года. В 2013 году прирост населения превысил 16 тысяч человек. Согласно отчёту городской администрации, в 2011 году поставлен рекорд по рождаемости — 13,2 новорождённых на 1000 екатеринбуржцев, а смертность снизилась до 11,6 человек на 1000 жителей, таким образом, естественный прирост населения составил более 2 тысяч человек. Кроме того, прирост в 22 тысячи жителей дала миграция, и численность населения составила 1 млн 411 тыс. человек. По данным центра регистрации граждан по месту жительства (муниципальный регистр населения) численность проживающих в городе граждан составляла 1 353 546 человек на начало 2010 года. В это число включены временно проживающие в городе граждане, зарегистрировавшиеся по месту жительства.
Распределение населения по полу: 55,1 % — женщины, 44,9 % — мужчины. Распределение населения по районам: Верх-Исетский — 14 %, Железнодорожный — 11,3 %, Кировский — 15,5 %, Ленинский — 11,2 %, Октябрьский — 10,2 %, Орджоникидзевский — 19,4 %, Чкаловский — 18,4 %. Самая распространённая мужская фамилия в Екатеринбурге — Иванов, женская — Кузнецова, мужское имя — Александр, женское — Елена. Наиболее популярное мужское имя в городе, которое родители дают своим сыновьям, — Артём, женское — Мария.
В 00-е годы наблюдалось стабильное увеличение рождаемости (в 2010 году она составила 13,1 человек на 1000 человек населения).
Также в Екатеринбурге самая низкая смертность среди городов-миллионеров России. Согласно данным  Росстата, начиная с 2015  и по 2024 год в г. Екатеринбург смертность начала превышать показатели рождаемости. На октябрь 2024 года в Екатеринбурге родилось 31 304 человека, при этом снижение рождаемости по сравнению с 2023 годом составило -1 162 человека; умерло 48 541 человек, при этом прирост смертности по сравнению с 2023 годом составил 2 183 человека. Естественная убыль населения на октябрь 2024 года составила 17 237 человек

### Возрастной состав (человек)
- Население моложе трудоспособного возраста — 185 000
  - из них дети в возрасте до 7 лет — 75 000
- Население трудоспособного возраста — 869 000
- Население старше трудоспособного возраста — 269 000

### Половой состав (человек)[58]
- Мужчины — 616 000 (44 %)
- Женщины — 784 000 (56 %)

Численность пенсионеров, состоящих на учёте в органах социальной защиты населения (на конец 2007 года) — 337 400 человек.

### ВИЧ Инфекция
По текущим данным число ВИЧ инфицированных составляет 26 693 человека, что по мнению первого зам.начальника Управления здравоохранения Екатеринбурга является эпидемией вируса иммунодефицита в уральской столице.

## Национальный состав
Национальный состав включает множество народов, где абсолютное большинство — русские, а также татары, украинцы, башкиры и др.
| Национальность                 | Численность чел. | % от указавших национальность |
| ------------------------------ | ---------------- | ----------------------------- |
| русские                        | 1 106 688        | 89,04 %                       |
| татары                         | 46 232           | 3,72 %                        |
| украинцы                       | 12 815           | 1,03 %                        |
| башкиры                        | 11 922           | 0,96 %                        |
| марийцы                        | 6481             | 0,52 %                        |
| азербайджанцы                  | 6381             | 0,51 %                        |
| таджики                        | 5868             | 0,47 %                        |
| армяне                         | 5271             | 0,42 %                        |
| евреи                          | 4339             | 0,35 %                        |
| узбеки                         | 4072             | 0,33 %                        |
| другие национальности          | 32 863           | 2,64 %                        |
| Всего указавших национальность | 1 242 932        | 100 %                         |
| Всего населения                | 1 242 932        |                               |